# Pilsting
Pilsting – gmina targowa w Niemczech, w kraju związkowym Bawaria, w rejencji Dolna Bawaria, w regionie Landshut, w powiecie Dingolfing-Landau. Leży około 15 km na północny wschód od Dingolfing, przy autostradzie A92.

## Dzielnice
W skład gminy wchodzą następujące dzielnice: Ganacker, Großköllnbach, Harburg, Pilsting, Waibling.

## Demografia
| Rok  | Liczba mieszk. |
| ---- | -------------- |
| 1970 | 5 429          |
| 1987 | 5 570          |
| 2000 | 6 041          |
| 2006 | 6 165          |
| 2008 | 6 194          |

### Struktura wiekowa
Dane o ludności z 31 grudnia 2008:
| Opis                                | Ogółem | Ogółem | Kobiety | Kobiety | Mężczyźni | Mężczyźni |
| ----------------------------------- | ------ | ------ | ------- | ------- | --------- | --------- |
| Jednostka                           | osób   | %      | osób    | %       | osób      | %         |
| Populacja                           | 6194   | 100    | 3183    | 51,39   | 3011      | 48,61     |
| Wiek przedprodukcyjny (0–17 lat)    | 1133   | 18,29  | 586     | 9,46    | 547       | 8,83      |
| Wiek produkcyjny (18–65 lat)        | 3833   | 61,88  | 1927    | 31,11   | 1906      | 30,77     |
| Wiek poprodukcyjny (powyżej 65 lat) | 1228   | 19,83  | 670     | 10,82   | 558       | 9,01      |

## Polityka
Wójtem jest Josef Hopfensperger, wcześniej urząd ten obejmował Josef Maierhofer. Rada gminy składa się z 20 osób.
|      | CSU/FWG | SPD/FW | UWG/FW | FBL | Razem |
| 2008 | 8       | 3      | 5      | 4   | 20    |
| 2002 | 9       | 3      | 4      | 4   | 20    |

## Oświata
W gminie znajdują się dwa przedszkola oraz szkoła podstawowa i Hauptschule (27 nauczycieli i 453 uczniów w grudniu 2001).